# 阿克吉奧利湖
42°57′38″N 47°32′29″E / 42.96056°N 47.54139°E
阿克吉奧利湖（俄语：Аккёль），是俄羅斯的湖泊，位於該國西南部，由達吉斯坦共和國負責管轄，面積1.8平方公里，最大水深4米，湖水來自地下水和降雨。